# ヤブワラビー属
ヤブワラビー属（ヤブワラビーぞく、Thylogale）は、哺乳綱双前歯目カンガルー科に分類される属。

## 形態
主に頭胴長（体長）50 - 70センチメートルの種で構成される（カラビーヤブワラビーを除く）。最大種はアカハラヤブワラビー。尾は体長の約3分の2。尾は短く、基部は太い。
鼻孔の周囲には体毛で被われない裸出部（鼻鏡）があり、形状は「山」の字状。上顎第3門歯は、やや小型で幅広い。

## 分類
属名Thylogaleは、古代ギリシャ語で「袋のイタチ」を意味する語に由来する。
以下の分類・英名は、Groves(2005）に従う。和名は川田ら(2018)に従う。
- Thylogale billardierii アカハラヤブワラビー Tasmanian pademelon
- Thylogale browni ブラウンヤブワラビー Brown's pademelon
- Thylogale brunii コゲチャヤブワラビー Dusky pademelon
- Thylogale calabyi カラビーヤブワラビー Calaby's pademelon
- Thylogale lanatus ヤマヤブワラビー Mountain pademelon
- Thylogale stigmatica アカアシヤブワラビー Red-legged pademelon
- Thylogale thetis アカクビヤブワラビー Red-necked pademelon

## 人間との関係
食用や毛皮用の狩猟により、生息数が減少している種もいる。

## 画像

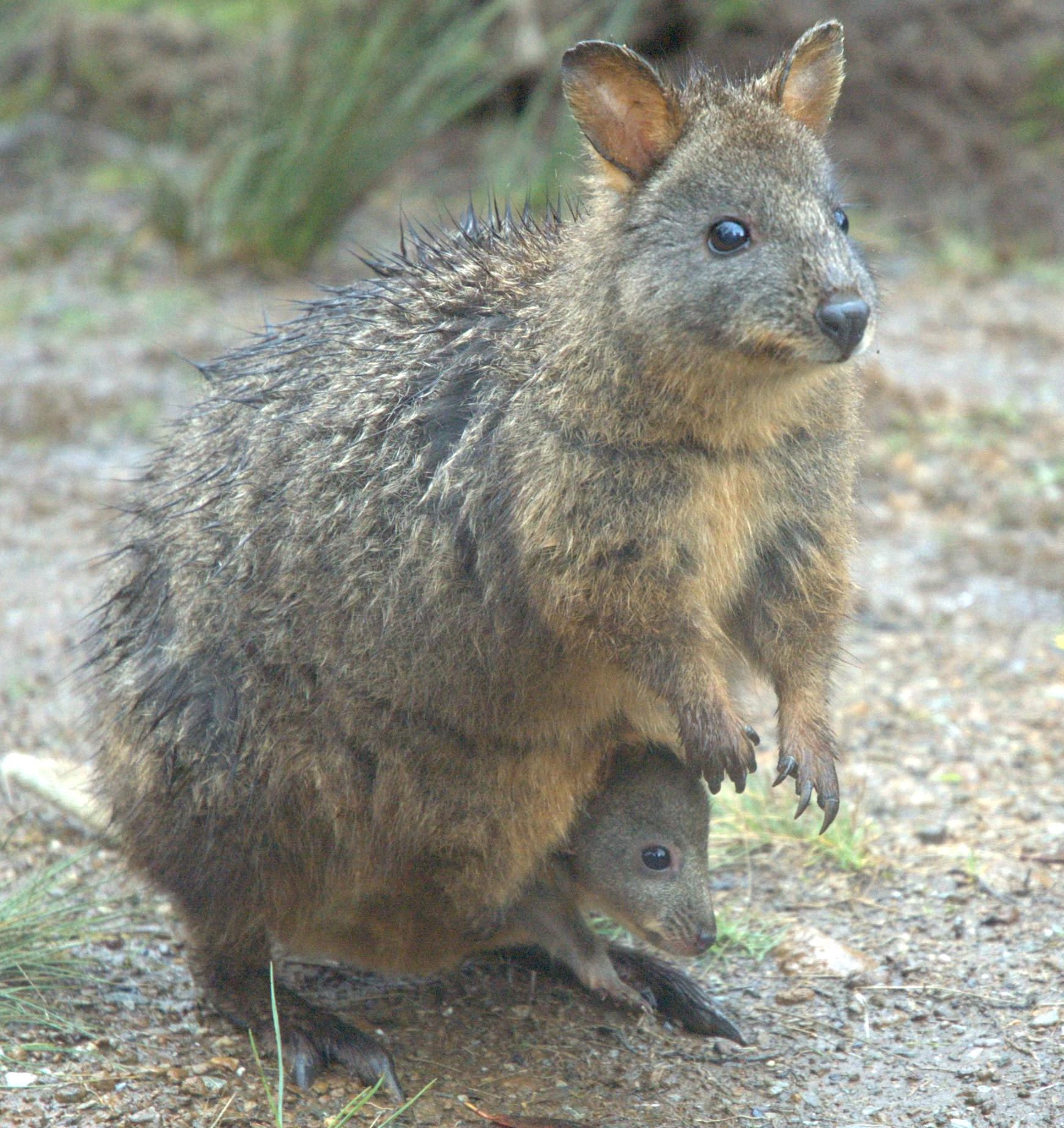
アカハラヤブワラビー T. billardierii
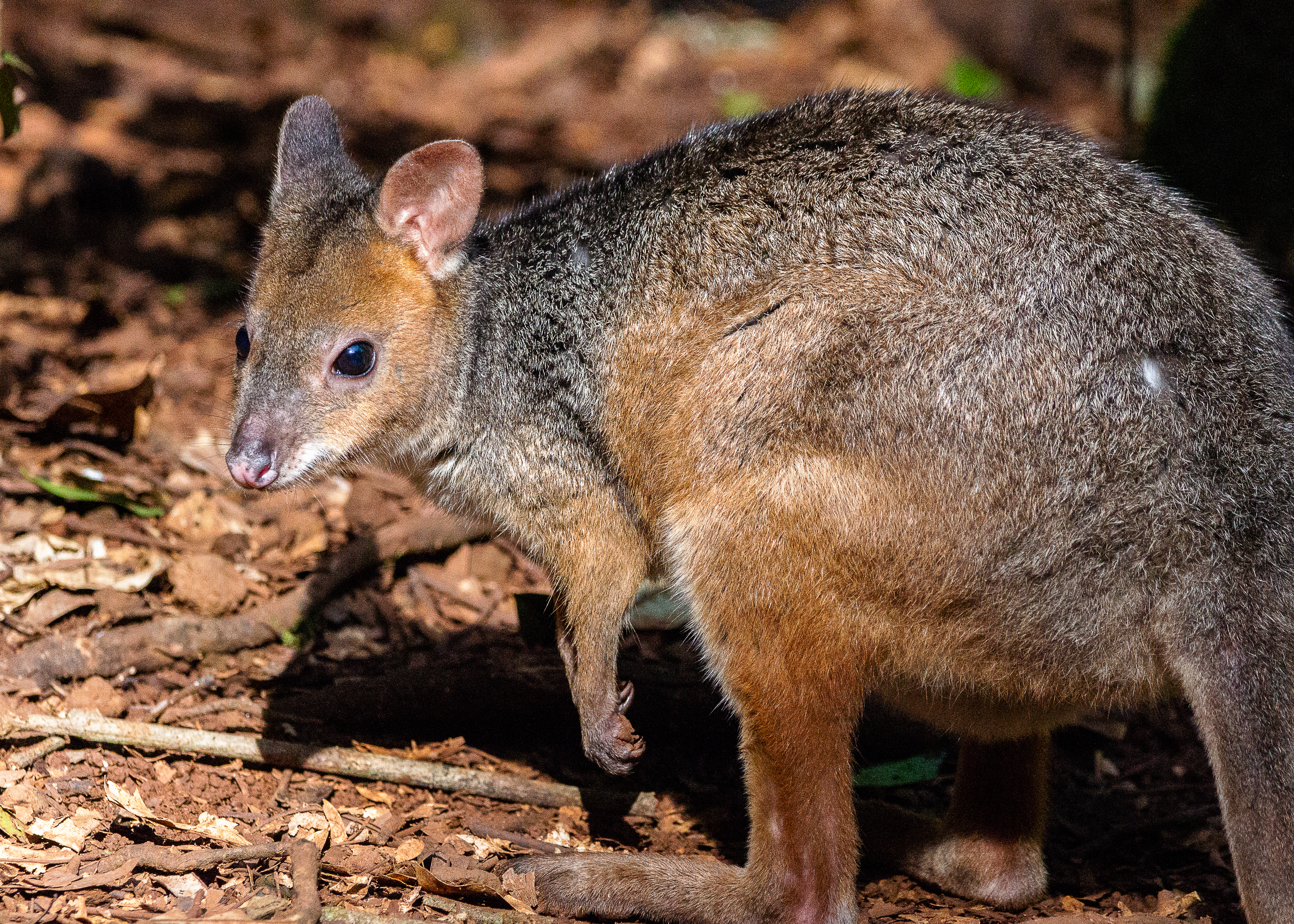
アカアシヤブワラビー T. stigmatica